# Баэс, Себастьян
Себастьян Баэс (исп. Sebastián Báez; род. 28 декабря 2000, Сан-Мартин, Аргентина) — аргентинский теннисист. Победитель семи турниров ATP в одиночном разряде; золотой медалист юношеских Олимпийских игр 2018 года в парном разряде; финалист Открытого чемпионата Франции-2018 среди юношей в одиночном разряде; бывшая первая ракетка мира в юниорском рейтинге.

## Спортивная карьера
Себастьян Баес занимал первое место в мировом рейтинге теннисистов среди юниоров. В 2016 году, когда ему ещё не было и 16 лет, он дошел до полуфинала престижного турнира Orange Bowl. В 2017 году на Открытом чемпионате США среди юниоров он впервые вышел в четвертьфинал турнира Большого шлема. В 2018 году ему удалось выйти в свой единственный финал турнира Большого шлема в одиночном разряде, проиграл тайваньцу Цзэн Цзюньсину. В парном разряде аргентинец дважды играл в полуфиналах — на Открытом чемпионате США в 2017 году, а также на Открытом чемпионате Франции в 2018 году, и оба раза уступил. На летних юношеских Олимпийских играх 2018 года аргентинец завоевал золотую медаль в турнире парного разряда. Вместе со своим партнером Факундо Диасом Акостой они обыграли в финале Адриана Андреева и Ринки Хидзикату.
В 2018 году он дважды выходил в полуфинал турниров серии «фьючерс». В 2019 году он играл исключительно с профессионалами и смог выиграть четыре «фьючерса». На турнире более старшей серии «челленджер» в Монтевидео ему впервые удалось выйти в 1/8 финала. В 2021 году он стал победителем на «челленджере» в Консепсьоне, проиграв за всё соревнование один сет. При этом он сумел обыграл четырех игроков входящих в топ-150.
В своем дебюте на турнирах Большого шлема, на Открытом чемпионате Австралии 2022 года, он победил Альберта Рамоса в первом круге. Во втором раунде он встретился с соперником из топ-10 — Стефаносом Циципасом и проиграл в четырёх сетах. В результате 31 января 2022 года он вошёл в топ-100 и стал 77-м номером в мире.
В свой первый четвертьфинал на уровне ATP Тура он вышел на турнире в Кордове 2022 года, победив Фернандо Вердаско и 18-ю ракетку мира Кристиана Гарина.
На турнире в Сантьяго 2022 года Баэс был посеян под 7-м номером и вышел в свой первый финал турнира ATP, одержав победу в полуфинале над Хуаном Пабло Варильясом. В финале он проиграл Педро Мартинесу из Испании. На турнире в Эшториле 2022 года Баес одержал победу и завоевал первый титул ATP тура, по пути обыграв Марина Чилича, Ришара Гаске, Альберта Рамоса и Фрэнсиса Тиафо.
Он дебютировал на Открытом чемпионате Франции 2022 года и на Уимблдонском турнире 2022 года и выиграл свой первый матч на каждом из мейджоров, победив Душана Лайовича и Таро Даниэля соответственно, но уступал во втором раунде.
Свой третий финал на турнирах ATP тура он сыграл на турнире в Бостаде 2022 года , где проиграл соотечественнику Франсиско Черундоло. В феврале 2023 года на турнире в Кордове стал победителем, в финале одолев соотечественника Федерико Корию.

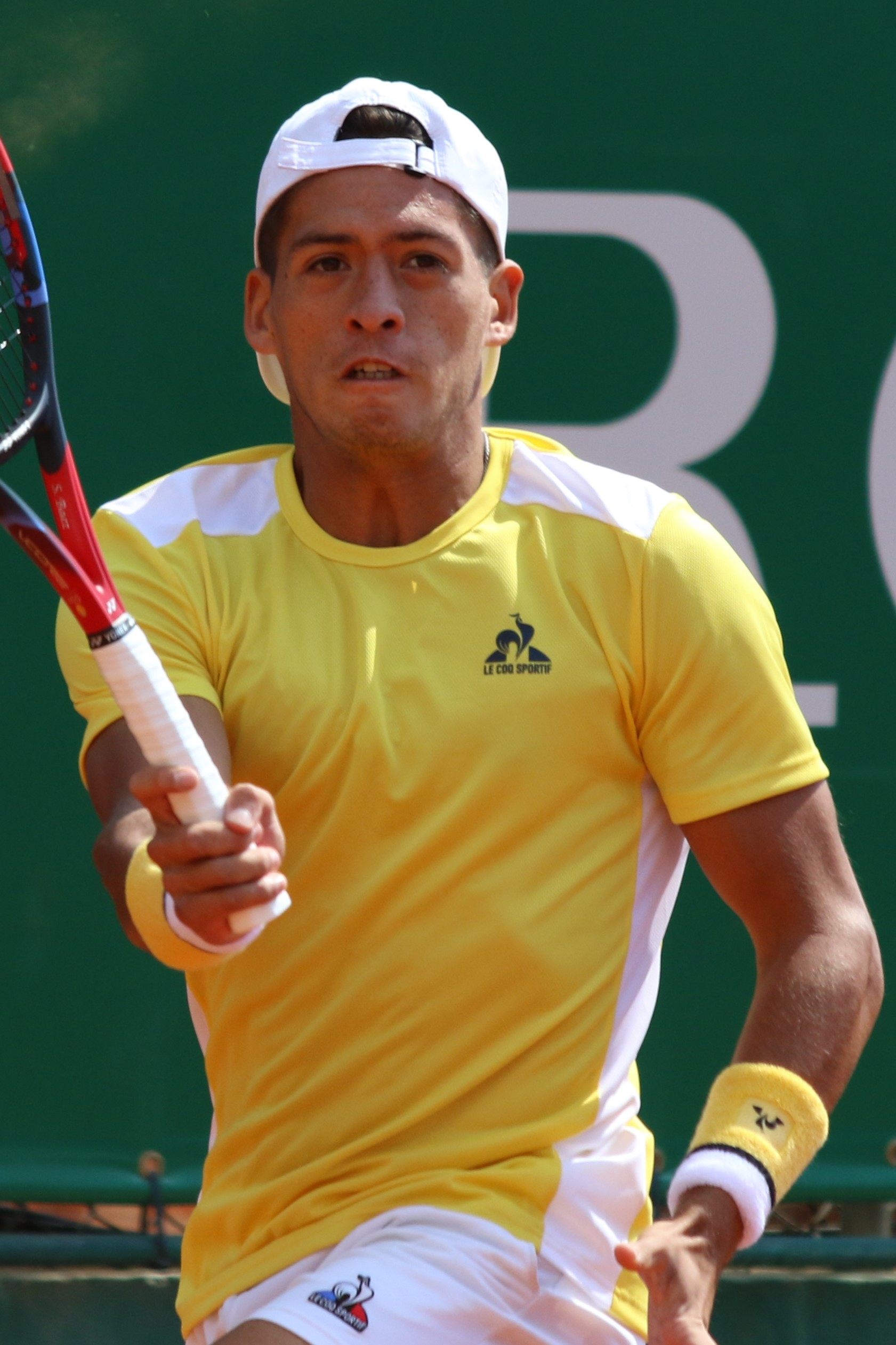
2023 год

В августе 2023 года выиграл турнир ATP 250 на грунте в Кицбюэле, переиграв в финале Доминика Тима. Менее чем через месяц впервые в карьере выиграл турнир ATP на харде, победив в американском Уинстон-Сейлеме. Баэс добился довольно редкого достижения — в течение месяца выиграл турниры ATP на двух разных покрытиях.
На Открытом чемпионате США 2023 года впервые в карьере дошёл до третьего круга, где в трёх сетах уступил будущему финалисту Даниилу Медведеву.
На Открытом чемпионате Австралии 2024 года был посеян под 26-м номером и дошёл до третьего раунда, где проиграл будущему чемпиону Яннику Синнеру.
В феврале 2024 года в Рио-де-Жанейро на грунте впервые победил на турнир категории ATP 500. В марте 2024 года выиграл свой шестой в карьере титул ATP — на грунте в Сантьяго.
На Открытом чемпионате Франции 2024 года был посеян под 20-м номером и во втором круге неожиданно уступил австрийцу Себастьяну Офнеру — 6-3, 6-3, 4-6, 5-7, 6-7(5-10).
В июне 2024 года поднялся на высшее в карьере 18-е место в рейтинге.
На Уимблдонском турнире 2024 года в парном разряде вместе с Дастином Брауном дошёл до третьего раунда, где уступил первой сеянной паре Марсель Гранольерс / Орасио Себальос.

## Рейтинг на конец года
| Год  | Одиночный рейтинг | Парный рейтинг |
| 2024 | 27                | 205            |
| 2023 | 28                | 895            |
| 2022 | 43                | —              |
| 2021 | 99                | 885            |
| 2020 | 309               | 540            |
| 2019 | 398               | 691            |
| 2017 | 1129              | —              |
| 2016 | 1759              | —              |

## Выступления на турнирах

### Финалы турнировATPв одиночном разряде (11)

#### Победы (7)
| Легенда                     |
| --------------------------- |
| Турниры Большого шлема (0)* |
| Итоговый турнир ATP (0)     |
| Мастерс (0)                 |
| АТР 500 (2)                 |
| АТР 250 (5)                 |

| Титулы по покрытиям | Титулы по месту проведения матчей турнира |
| ------------------- | ----------------------------------------- |
| Хард (1)*           | Зал (0)                                   |
| Грунт (6)           | Зал (0)                                   |
| Трава (0)           | Открытый воздух (7)                       |
| Ковёр (0)           | Открытый воздух (7)                       |

* количество побед в одиночном разряде.
| №  | Дата            | Турнир                       | Покрытие | Соперник в финале | Счёт        |
| 1. | 1 мая 2022      | Эшторил, Португалия          | Грунт    | Фрэнсис Тиафо     | 6-3 6-2     |
| 2. | 12 февраля 2023 | Кордова, Аргентина           | Грунт    | Федерико Кориа    | 6-1 3-6 6-3 |
| 3. | 5 августа 2023  | Кицбюэль, Австрия            | Грунт    | Доминик Тим       | 6-3 6-1     |
| 4. | 26 августа 2023 | Уинстон-Сейлем, США          | Хард     | Иржи Легечка      | 6-4 6-3     |
| 5. | 25 февраля 2024 | Рио-де-Жанейро, Бразилия     | Грунт    | Мариано Навоне    | 6-2 6-1     |
| 6. | 3 марта 2024    | Сантьяго, Чили               | Грунт    | Алехандро Табило  | 3-6 6-0 6-4 |
| 7. | 23 февраля 2025 | Рио-де-Жанейро, Бразилия (2) | Грунт    | Александр Мюллер  | 6-2 6-3     |

#### Поражения (4)
| №  | Дата            | Турнир             | Покрытие | Соперник в финале   | Счёт        |
| 1. | 28 февраля 2022 | Сантьяго, Чили     | Грунт    | Педро Мартинес      | 6-4 4-6 4-6 |
| 2. | 17 июля 2022    | Бостад, Швеция     | Грунт    | Франсиско Серундоло | 6-7(4) 2-6  |
| 3. | 3 марта 2025    | Сантьяго, Чили (2) | Грунт    | Ласло Дьёре         | 4-6 6-3 5-7 |
| 4. | 6 апреля 2025   | Бухарест, Румыния  | Грунт    | Флавио Коболли      | 4-6 4-6     |